# Теплична вулиця (Київ)
Тепли́чна ву́лиця — вулиця у Святошинському районі міста Києва, місцевість Михайлівська Борщагівка. Пролягає від вулиці Миколи Трублаїні (двічі, утворюючи півколо).

## Історія
Вулиця виникла в першій половині XX століття під назвою Парникова. Сучасна назва — з 1977 року, однак стара назва продовжує вживатися.